# Université de Jimma
L'université de Jimma (en anglais : Jimma University ou JU) est une université située à Jimma en Éthiopie.

## Personnalités liées

### Anciens élèves
- Gebisa Ejeta né en 1950, généticien et agronome américano-éthiopien
- Lia Tadesse né en 1976, médecin et ministre de la santé éthiopienne

## Source
- (en) Cet article est partiellement ou en totalité issu de l’article de Wikipédia en anglais intitulé « Jimma University » (voir la liste des auteurs).